# Wielki głód w Indiach (1876–1878)

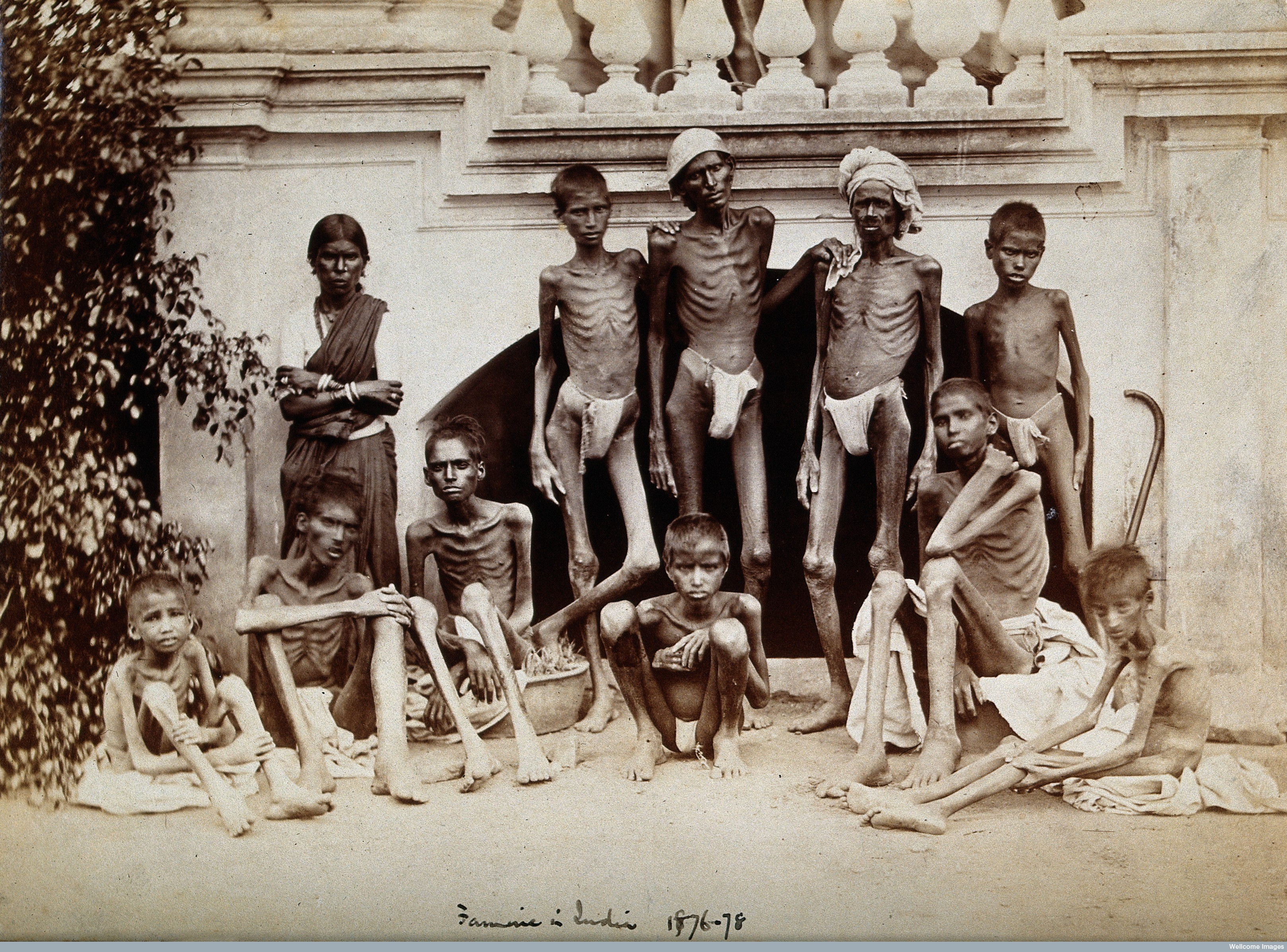
Ludzie dotknięci wielkim głodem w Indiach

Wielki głód w Indiach, zwany też głodem madraskim – rozpoczął się na południu Indii Brytyjskich w 1876 roku i trwał dwa lata, rozciągając się na prowincje centralne i północne. Objął obszar 670 000 kilometrów kwadratowych, z jego powodu ucierpiało blisko 60 milionów osób, zaś zmarło około 5,5 miliona.

## Przyczyny
Współczesne badania klimatologów wskazują, że głód spowodowała trwająca trzy lata anomalia pogodowa, która objęła swym zasięgiem także część Chin, Afryki oraz Ameryki Południowej.
Analizy opadów (istniała już sieć prymitywnych stacji meteorologicznych zbudowanych przez Brytyjczyków) wskazują na analogię z współczesnym zjawiskiem El Niño.

## Kunjarathammal w powieściKaval Kottam
Z tego okresu zachowały się informacje o osobie, która pomagała setkom ludzi w latach 1876-1878 określanej jako dewadasi. Niektóre informacje na jej temat można znaleźć w nagrodzonej przez Sahitya Akademi powieści Kaval Kottam autorstwa Su. Venkatesan. Ponieważ jej imię jest nie znane, więc autor nadał jej imię Kunjarathammal. Podaje, że miała ogromny majątek i była właścicielką dwóch dużych bungalowów przy North Aavani Moola Street.
W drugim tygodniu wielkiego głodu Kunjarathammal poruszona widokiem setek ludzi umierających z głodu i głodu zaczęła przygotowywać w swoim domu owsiankę, aby nakarmić biednych „Wiadomość o jej rozdawaniu owsianki rozniosła się lotem błyskawicy po całym mieście. Początkowo przed jej rezydencją ustawiło się około 20 osób. Wkrótce liczba ta wzrosła, a tłumy rosły na North Aavani Moola Street" – podaje autor powieści. Głodni ludzie stali w długich kolejkach wraz ze swoimi dziećmi. W szóstym tygodniu głodu administracja rządowa zainaugurowała rozdawanie ludowi owsianki. Karmionych przez administrację poproszono w zamian o pracę przy układaniu torów kolejowych między Madurai a Thoothukudi. Setki tych ludzi pracowało, aby dostać owsiankę – dodał autor książki.
Kunjarathammal codziennie karmiła setki ludzi, nie oczekując nic w zamian. Sprzedała swoje kosztowności, w tym biżuterię złotą i srebrną, aby móc dalej karmić biednych, następnie sprzedała jej dwa bungalowy. W końcu zamieszkała w małym, wyłożonym kafelkami domku za swoim bungalowem. Dwa miesiące po zakończeniu głodu stan zdrowia Kunjarathammal zaczął się pogarszać i zmarła. Dla wszystkich tych ludzi, którym pomogła, śmierć Kunjarathammala była nieodwracalną stratą. Według zapisów administracji rządowej, tłum, który zabrał się na jej pogrzebie, był największym zgromadzeniem ludzi w Madurai, z wyjątkiem świąt świątynnych” – powiedział poseł.
„Była jak matka dla wszystkich tych ludzi, którzy byli głodni podczas głodu”, powiedział Venkatesan.